# Fioletovo
Fioletovo è un comune di 1 373 abitanti (2008) della Provincia di Lori in Armenia.